# Tricotiodistrofia
La tricotiodistrofia o TTD es una enfermedad genética poco frecuente, por lo que se considera una enfermedad rara. Las principales manifestaciones consisten en anomalías en el pelo, retraso en el desarrollo físico y mental, ictiosis, signos de envejecimiento prematuro, anomalías en las uñas y fotosensibilidad en la piel. 
La palabra está compuesta por trico- “pelo”, tio- “azufre” y distrofia- “desgaste” o literalmente “mala nutrición”. La TTD está asociada con  una variedad de síntomas conectados con los órganos del ectodermo y neuroectodermo. La TTD puede ser subclasificada en cuatro síndromes. Aproximadamente la mitad de todos las pacientes con tricotiodistrofia padecen de fotosensibilidad, lo que divide la clasificación entre síndromes con o sin fotosensibilidad; BIDS y PBIDS, e IBIDS y PIBIDS. El uso moderno de la nomenclatura es TTD-P (fotosensible) y TTD.

## Presentación
Las características de la TTD pueden incluir la fotosensibilidad, la ictiosis, el pelo y las uñas quebradizas, la discapacidad intelectual, la fertilidad disminuida y la baja estatura. Una característica más sutil asociada con este síndrome es la “cola de tigre” o un patrón de bandas en forma de un tallo de pelo que se observa bajo microscopio con una luz polarizada. Los acrónimos PIBIDS, IBIDS, BIDS y PBIDS son las iniciales de los síntomas involucrados. El síndrome BIDS, también llamado síndrome del cabello quebradizo y síndrome del cerebro capilar de los Amish es una enfermedad hereditaria autosómica recesiva y no es fotosensibilidad.
BIDS está asociado con el gen MPLKIP (TTDN1). El síndrome IBIDS que sigue las siglas de ictiosis, pelo quebradizo y baja estatura, corresponde al síndrome de Tay o síndrome de cabello quebradizo con deficiencia en azufre, descrito por primera vez por Tay en 1971. (Un médico de Singapur, llamado Chong Hai Tay, fue el primer médico en el sudeste de Asia que tiene una enfermedad en su nombre.) El síndrome de Tay no debe confundirse con la enfermedad de Tay-Sachs. Es una enfermedad congénita, autosómica, y recesiva. En algunos casos puede ser diagnosticado de formen prenatal. El síndrome IBIDS no es fotosensibilidad. 

## Causas
La forma fotosensible se conoce como PIBIDS, y está asociado con los genes ERCC2/XPD y ERCC3.

### Formas de fotosensibilidad
Todos los síndromes fotosensibles de TTD presenten defectos en la vía de reparación por escisión de nucleótidos (NER), la cual es un sistema vital de reparación sistemático del ADN que elimina muchas tipas de lesiones de ADN. Este defecto no está presente en el TTD sin fotosensible. Estos tipos de defectos pueden resultar en otras raras enfermedades autosómica recesivas como el xerodermia pigmentoso y el síndrome de Cockayne.

### Reparación de ADN
Actualmente, se reconocen mutaciones de cuatro genes como causantes del fenotipo de la TTD: TTDN1, ERCC3/XPB, ERCC2/XPD y TTDA. Las personas con defectos del XPB, XPD y TTDA son fotosensibles, mientras los que tienen defectos en TTDN1 no son. Los tres genes XPB, XPD y TTDA, codifican componentes de proteína del factor de transcripción/reparación IIH. Este factor complexo es un importante tomador de decisiones en NER que abre el ADN después de reconocer el inicial de los daños. NER es una vía de múltiples pasos que retira una variedad de diferentes daños del ADN que alteran el apareamiento normal de bases, incluyendo daños inducidos por rayos UV como también los aductos químicos voluminosos. Las características del envejecimiento prematuro suelen darse en personas con defectos mutacionales en los genes que especifican componentes de proteínas de la vía NER, incluyendo aquellos con TTD. (Ver la teoría del envejecimiento por los daños en el ADN)   